# Lano (Corsica)
Lano is een gemeente in het Franse departement Haute-Corse (regio Corsica) en telt 22 inwoners (2009). De plaats maakt deel uit van het arrondissement Corte en de microregio Vallerustie. Deze laatste microregio, een voormalige pieve (een oude Corsicaanse bestuurlijke eenheid), ligt in het westen van de grotere regio Castagniccia.

## Geografie
De oppervlakte van Lano bedraagt 10,0 km², de bevolkingsdichtheid is dus 2,2 inwoners per km².
De onderstaande kaart toont de ligging van Lano (Corsica) met de belangrijkste infrastructuur en aangrenzende gemeenten.

## Demografie
Onderstaande figuur toont het verloop van het inwonertal (bron: INSEE-tellingen).

Vanwege een beveiligingsprobleem met de MediaWiki Graph-software is het momenteel niet mogelijk deze grafiek weer te geven. Zodra de software is bijgewerkt zal de grafiek vanzelf weer zichtbaar worden.

## Galerij

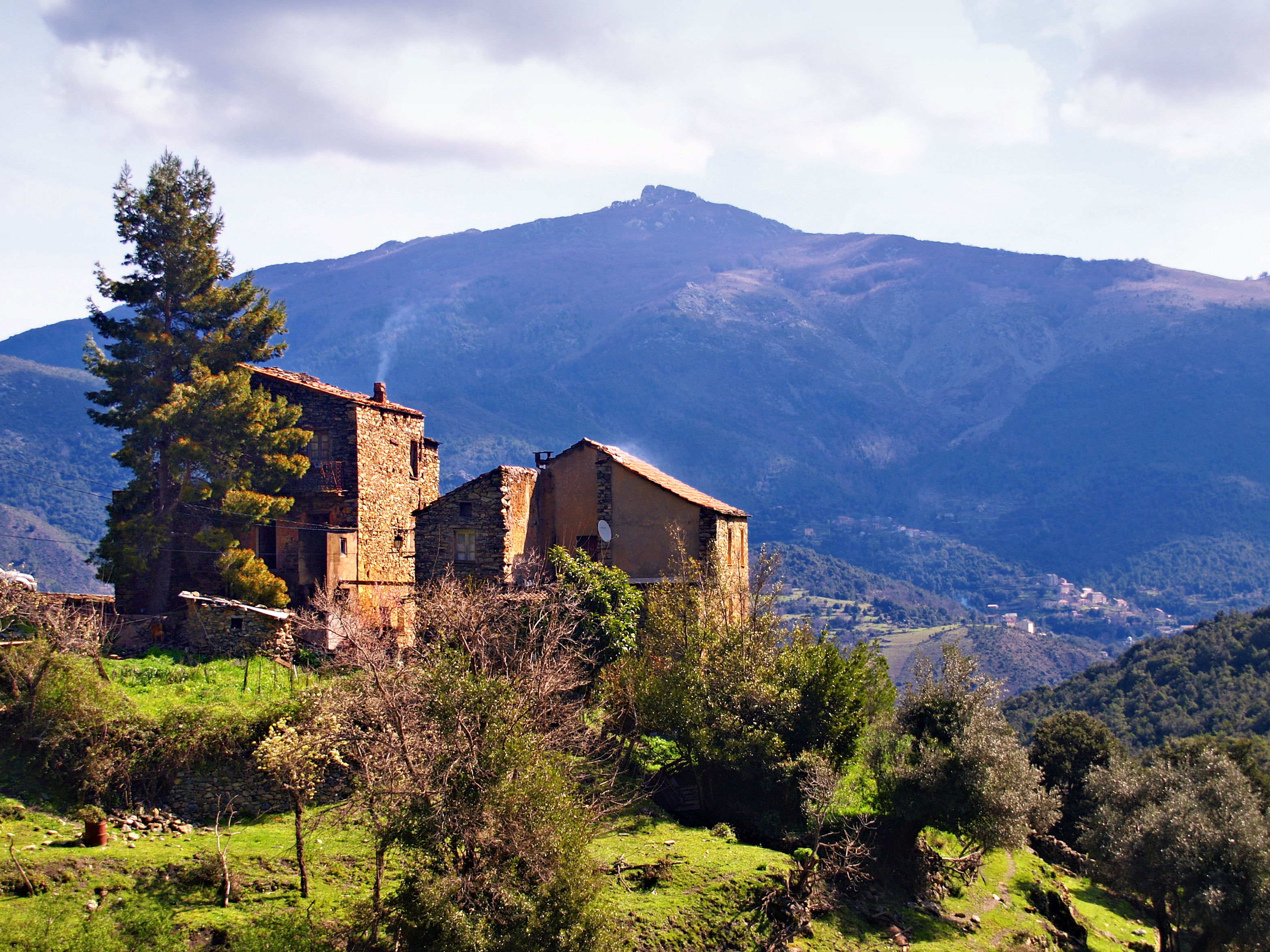
De Monte San Petrone gezien vanaf Lano
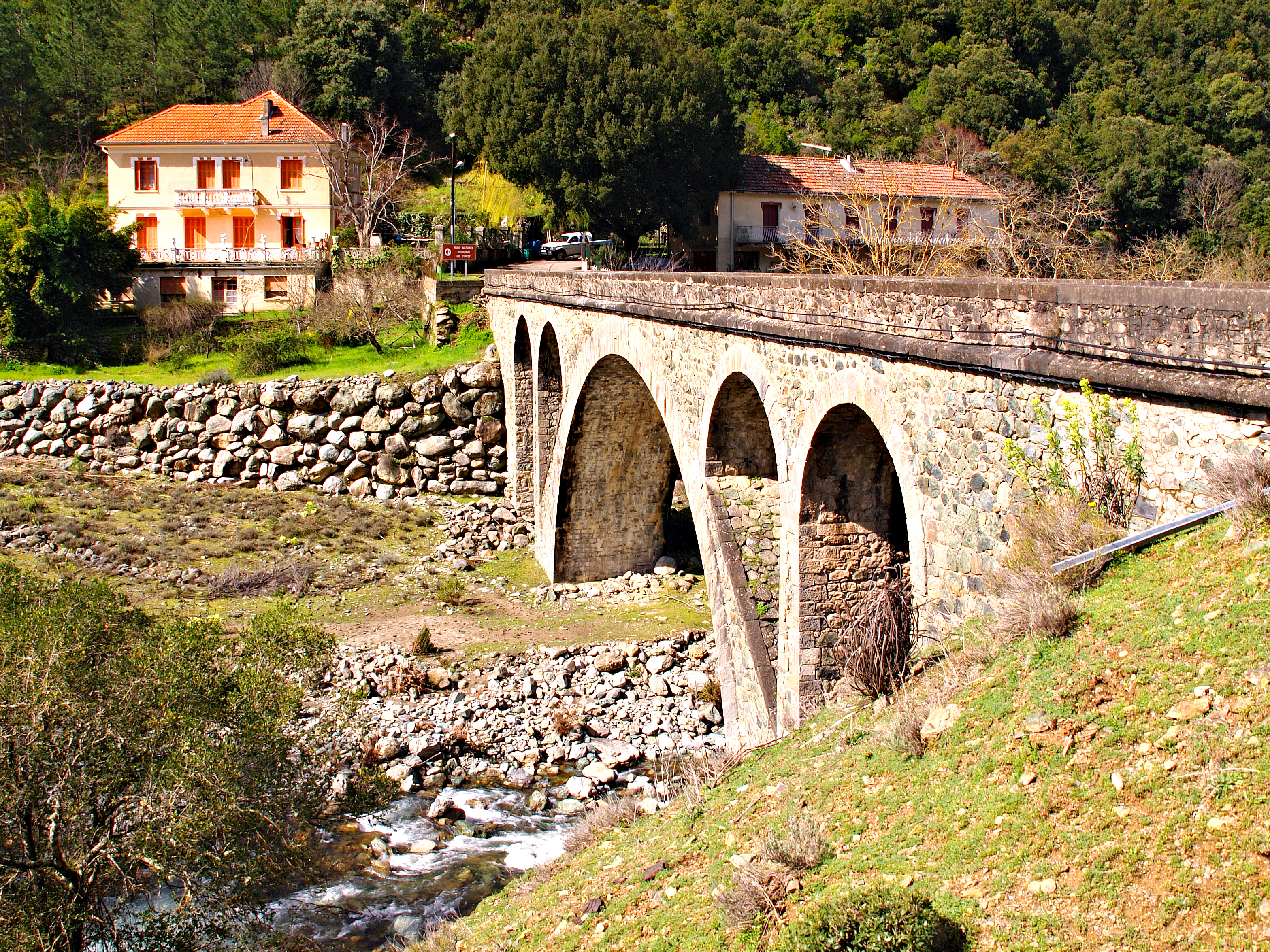
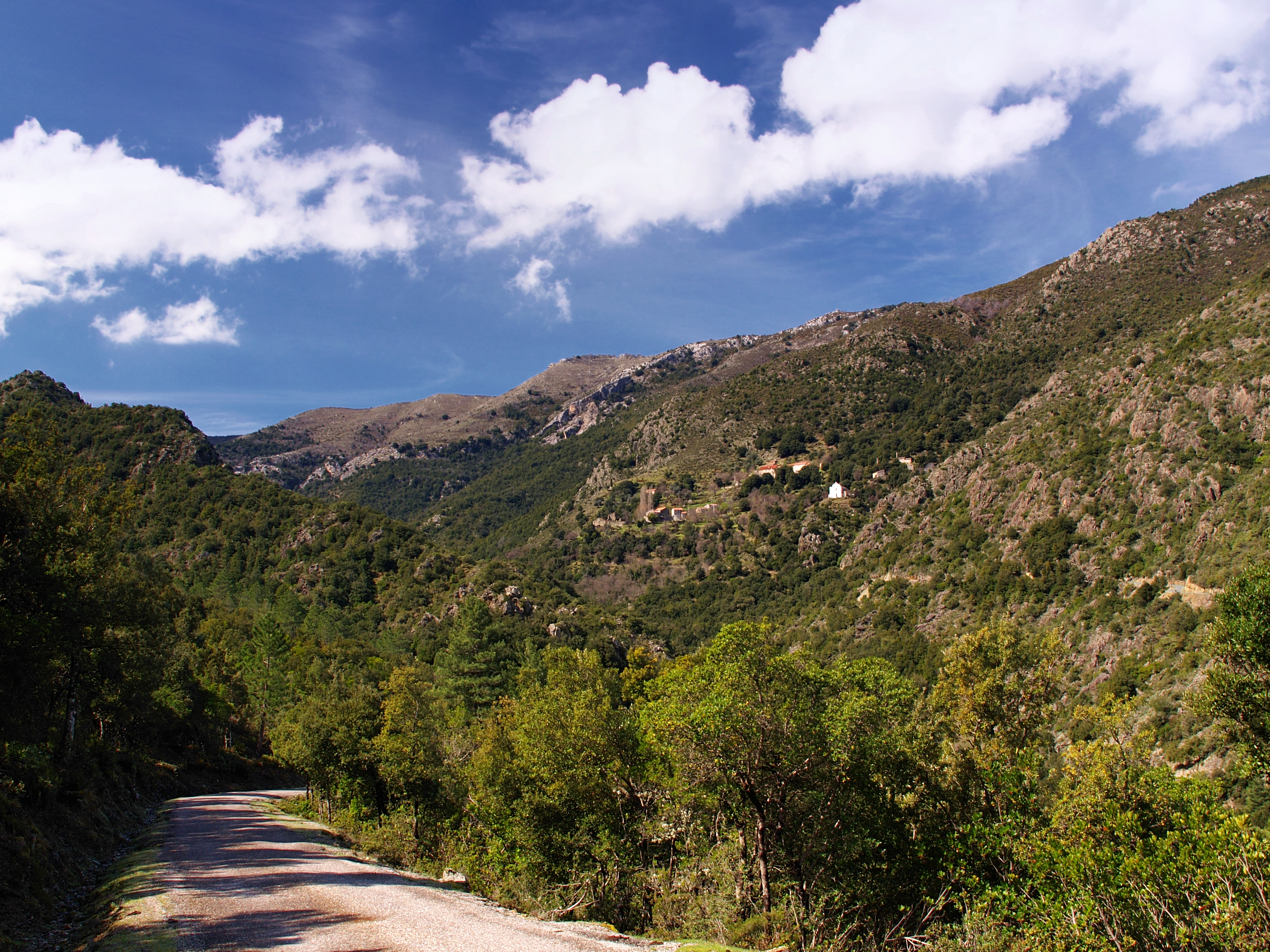
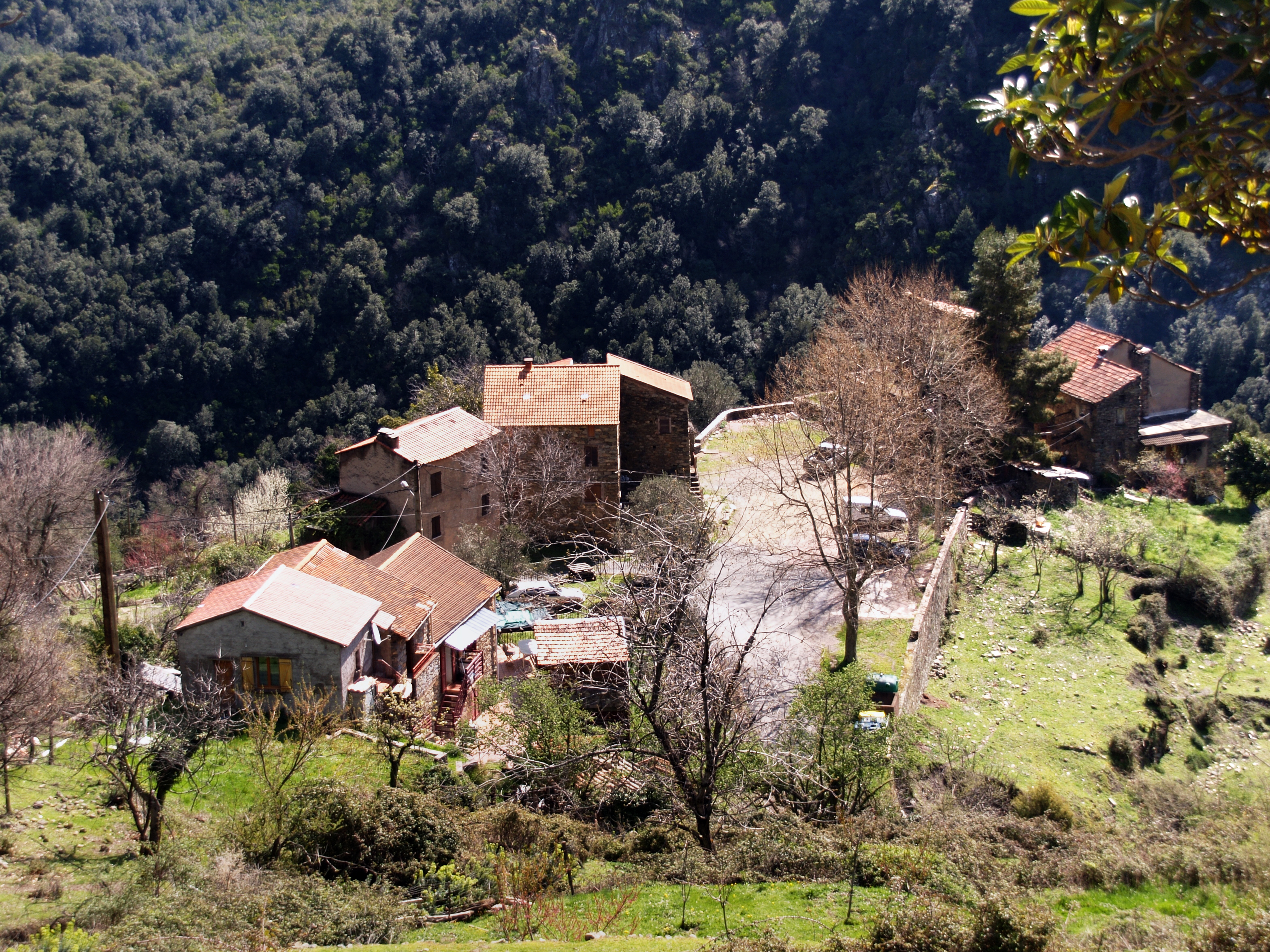